# Cerro Paniri
Cerro Paniri är en vulkan i Chile.   Det ligger i provinsen Provincia de El Loa och regionen Región de Antofagasta, i den norra delen av landet, 1 300 km norr om huvudstaden Santiago de Chile. Toppen på Cerro Paniri är 5 960 meter över havet.
Terrängen runt Cerro Paniri är bergig åt sydväst, men åt nordost är den kuperad. Cerro Paniri är den högsta punkten i trakten. Runt Cerro Paniri är det glesbefolkat, med 10 invånare per kvadratkilometer.. Det finns inga samhällen i närheten.
Trakten runt Cerro Paniri är ofruktbar med lite eller ingen växtlighet.